# Familie Buchholz
Familie Buchholz ist ein deutscher Spielfilm aus dem Jahre 1944 von Carl Froelich nach dem Roman Die Familie Buchholz (1884) von Julius Stinde. Die aufwändige Familienchronik mit Henny Porten in der Hauptrolle wurde im selben Jahr mit Neigungsehe aus der Hand desselben Regisseurs fortgesetzt.

## Handlung
Berlin zur Kaiserzeit, ausgehendes 19. Jahrhundert.
Lange Zeit begnügte sich die Berliner Hausfrau Wilhelmine Buchholz mit ihrer sie ausfüllenden Rolle als zweifache Mutter und Ehefrau. Nun entwickelt sie Ehrgeiz, sich als Schriftstellerin einen Namen zu machen. Ihr noch nicht vollendeter Romanerstling ‚Familie Buchholz‘ reflektiert ihr Lebensumfeld, und auch viele ihrer Freunde und Bekannte finden sich dort wieder. Wilhelmines Verleger Julius Stinde ist nach der ersten Sichtung begeistert von dieser lebensechten Familienchronik. Auch sonst ist Familienoberhaupt Wilhelmine ebenso patent wie handfest. Mit großem Organisationstalent ‘schmeißt‘ sie ganz nebenbei auch die Leben von Ehemann Carl und beider Töchter Emmi und Betti. Als Herausforderung und ewige Nemesis tritt ihr allenfalls Kathinka Bergfeldt entgegen, eine ebenso klatschsüchtige wie penetrante „Freundin“ Wilhelmines.
Mittlerweile sind Emmi und Betti im heiratsfähigen Alter, und Wilhelmine Buchholz ist sehr darauf bedacht, nach gutsituierten und angesehenen Ehemännern Ausschau zu halten. Der Arzt Dr. Franz Wrenzchen und Emmi lieben einander -- eine Partie, die Wilhelmine anfänglich sehr behagt, bis eine Petitesse ihr größtes Missfallen erregt. Nun hat sie plötzlich einiges gegen Wrenzchen einzuwenden. Doch Wilhelmine findet in dem smarten Mediziner rasch einen würdigen Gegenspieler, der nicht im mindesten bereit ist, sich von der resoluten Familienglucke unterkriegen zu lassen.
Bettis Freund Emil, ein Tunichtgut aus gutem Hause, hingegen erweist sich rasch als Totalausfall. Er ist faul und habgierig und zeigt sich nicht willens, an diesen Charaktermängeln zu arbeiten. Als er sich zu sehr gefordert fühlt, lässt er Betti stehen und sieht sich nach einer anderen Braut um. Betti, sehr getroffen, gibt schließlich dem Werben des Kunstmalers Holle, der sich schon seit geraumer Zeit um sie bemüht hat, nach und geht mit ihm aus. Mutter Wilhelmine wurde absichtlich nicht informiert, scheint ihr Holle doch nicht gut genug für ihre Betti. Am Tage von Emmis Hochzeit mit ihrem Arzt verabschiedet sich Holle nach Italien, um dort seine Kunstfertigkeiten zu vervollkommnen. 
Wilhelmine Buchholz muss einerseits alles tun, um die scheinbar zutiefst geknickte Betti zu trösten, hat andererseits mit den jüngsten Ereignissen in ihrer Familie genügend Stoff zusammen, um ihren Roman zu vollenden.

## Produktionsnotizen
Die Dreharbeiten begannen am 19. Januar 1943 (Atelieraufnahmen) bzw. Mitte Mai 1943 (Außenaufnahmen). Gedreht wurde bis zum 9. September 1943 in Berlin, Ahrenshoop und am Liepnitzsee. Die Studioaufnahmen entstanden in den UFA-Ateliers in Berlin-Tempelhof.
Der Film passierte die Zensur am 21. Januar 1944, erhielt ein Jugendverbot und wurde am 3. März 1944 im Berliner UFA-Theater Tauentzienpalast, im UFA-Theater Alexanderplatz sowie im Kosmos-Palast in Berlin-Tegel uraufgeführt. 
Das Drehbuch schrieb Jochen Kuhlmey, der auch das 1941 uraufgeführte gleichnamige Theaterstück verfasst hatte.
Familie Buchholz erhielt die Prädikate „Künstlerisch wertvoll“ und „Volkstümlich wertvoll“.
Die Produktionskosten dieser zwei Filme umfassenden Großproduktion beliefen sich auf etwa 1.455.000 RM.
Das Lied Ich sende diese Blumen dir wurde von Marianne Simson vorgetragen.
Regisseur Froelich zeichnete auch als Herstellungsleiter verantwortlich, die Produktionsleitung übernahm sein langjähriger Mitarbeiter Friedrich Pflughaupt. Walter Haag gestaltete die Filmbauten. Die Texte zu Hans-Otto Borgmanns Filmkomposition lieferte Hans Fritz Beckmann. Die zeitgenössischen Kostüme stammen aus der Hand von Josef Meister, Erich Schmidt war Cheftonmeister.
Mit diesem zweiteiligen Familienporträt endete die über drei Jahrzehnte währende Zusammenarbeit Froelichs mit Henny Porten.

## Kritik
Kay Wenigers Das große Personenlexikon des Films nannte in Carl Froelichs Biografie Familie Buchholz wie auch Neigungsehe ein „Sittenbild aus der ‘guten, alten Zeit’“
Das Lexikon des internationalen Films urteilte: „Volkstümliche Familiengeschichte aus dem Berliner Bürgermilieu um 1880 -- altmodisch, aber gut gespielt und überwiegend amüsant.“
In Bogusław Drewniaks Der deutsche Film 1938–1945 heißt es: „Die Darsteller zu diesem Bild von Alt-Berlin wurden mit Geschick ausgewählt. Die familiensüchtige und philisterhafte, typisch berlinerische Bürgersfrau mit Herz und Schnauze spielte die einst so berühmte Henny Porten. Ihr zur Seite stand eine ganze Reihe von bekannten Schauspielern.“ Im Übrigen wird an die zur Uraufführungszeit vom Bombenkrieg schwer geprüfte Reichshauptstadt erinnert: „Die gequälten Bewohner der Millionenstadt an der Spree erhielten diese Filme sozusagen als einen Preis oder als eine Belohnung.“